# Nassaria moosai
Nassaria moosai is een slakkensoort uit de familie van de Buccinidae. De wetenschappelijke naam van de soort was voor het eerst geldig gepubliceerd in 2006 door Fraussen.